# オモダカ亜綱
オモダカ亜綱 (おもだかあこう、Alismatidae) は被子植物の分類群の1つで、オモダカ科を含む亜綱である。クロンキスト体系などで使われる。含まれる目は分類体系によって異なる。

## 分類

### クロンキスト体系
クロンキスト体系では4目を含める。
- 被子植物門 Magnoliophyta
  - 単子葉植物綱 Liliopsida
    - オモダカ亜綱 Alismatidae
      - オモダカ目 Alismatales
      - トチカガミ目 Hydrocharitales
      - イバラモ目 Najadales
      - ホンゴウソウ目 Triuridales

### タハタジャンの体系
タハタジャンの提唱した体系でもオモダカ亜綱を認めている。
- 単子葉植物綱 Lilliopsida
  - オモダカ亜綱 Alismatidae
    - オモダカ上目 Alismatanae
      - ハナイ目 Butomales
      - トチカガミ目 Hydrocharitales
      - イバラモ目 Najadales
      - オモダカ目 Alismatales
      - レースソウ目 Aponogetonales
      - シバナ目 Juncaginales
      - ヒルムシロ目 Potamogetonales
      - ポシドニア目 Posidoniales
      - シオニラ目 Cymodoceales
      - アマモ目 Zosterales

### 他の分類体系
新エングラー体系では単子葉植物綱に亜綱を立てていないので、オモダカ亜綱の名前は存在しない。オモダカ科はイバラモ目に属している。
APG植物分類体系では綱や亜綱の分類階級を作っていないので、オモダカ亜綱の名前は使われない。オモダカ目は単子葉類 (monocots) に属している。